# كريستين كاربنتر
كريستين كاربنتر (بالإنجليزية: Christine Carpenter)‏ هي مؤرخة بريطانية، ولدت في 12 يوليو 1946 في أكسفورد في المملكة المتحدة.